# Himnusz
Himnusz ([ˈhimnus], deutsch „Hymne“), Langform Himnusz a Magyar nép zivataros századaiból (Hymne aus den stürmischen Jahrhunderten des ungarischen Volks) ist die Nationalhymne Ungarns.

## Geschichte

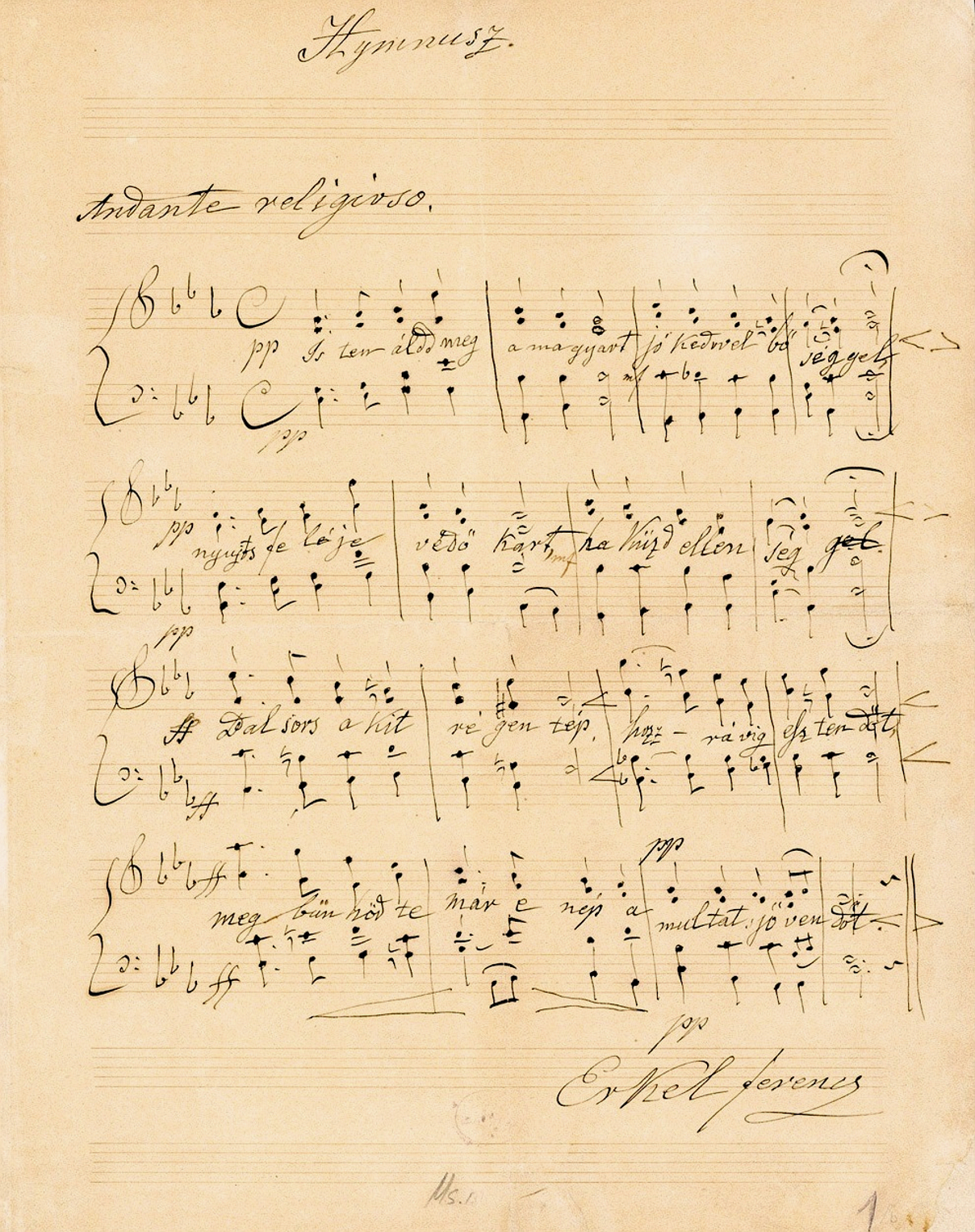
Originalmanuskript mit Erkels Unterschrift

Den Text der ungarischen Nationalhymne vollendete Ferenc Kölcsey am 22. Januar 1823 im Dorf Szatmárcseke als Gedicht mit dem Untertitel A magyar nép zivataros századaiból „Aus den stürmischen Jahrhunderten des ungarischen Volks“. Er ist entsprechend vom damaligen Zeitgeist und den Zeitumständen geprägt. Weniger kriegerisch als andere Hymnen enthält der Text in seiner ersten Strophe ein Gebet an Gott, Ungarn beizustehen und ihm eine glücklichere Zukunft zu schenken, denn „dieses Volk hat schon für Vergangenheit und Zukunft (genug) gebüßt“.
Um Kölcseys sehr bald populär gewordenen Himnusz zu vertonen, ließ der Direktor des ungarischen Nationaltheaters 1844 einen Wettbewerb durchführen. Preisgekrönt wurde der Vorschlag von Ferenc Erkel, dem bekanntesten ungarischen Opernkomponisten.
Nach dem Urteil von Fachleuten ist Erkel mit seiner Melodie eine der musikalisch wertvollsten Nationalhymnen gelungen. Sie hat einen relativ großen Tonumfang von einer Undezime und ist etwas anspruchsvoller zu singen.
Angeblich wurde der Himnusz das erste Mal am 10. August 1844 beim Stapellauf des Schaufelraddampfers Széchenyi der DDSG auf der Schiffswerft Óbuda öffentlich gesungen.
Schon während des Aufstandes von 1848/1849 verbreitete sich das Lied schnell. Erst 1903 wurde im ungarischen Reichstag ein Gesetzesentwurf verabschiedet, der die Himnusz zur Nationalhymne Ungarns machen sollte. Er wurde jedoch nicht von König Franz Joseph I. ratifiziert, sodass er nicht in Kraft trat. Erst 1989 wurde die Himnusz gesetzlich zur Nationalhymne, die es schon davor de facto war. Seit 2011 beginnt das Grundgesetz Ungarns mit dem ersten Vers der Himnusz.
Obwohl auf dem Boden des Königreichs Ungarn mehrere Sprachen gesprochen wurden, existierte stets nur eine ungarische Fassung des Textes; auch Deutsche, Slowaken, Kroaten, Ruthenen, Rumänen usw. konnten die Hymne also nur auf Ungarisch singen. Dagegen existierten für die zahlreichen Minderheiten der österreichischen Reichshälfte offizielle Fassungen der Kaiserhymne.
Dem religiösen Inhalt des Textes gemäß wird die Nationalhymne noch heute am Ende eines katholischen Gottesdienstes angestimmt.
Da der Text dem kommunistischen Regime der Nachkriegszeit wegen seines religiösen Inhalts verhasst war, versuchte man 1949, nach der Ersetzung des alten Wappens, auch eine neue Hymne einzuführen. Dazu sollte der Schriftsteller Gyula Illyés den Text und der berühmte Komponist Zoltán Kodály die Melodie verfassen. Die Idee einer neuen Hymne wurde jedoch von Kodály mit den Worten „Wozu? Die alte ist doch gut!“ ein für alle Mal abgelehnt. Auch nicht weiter gedieh der Versuch, den Himnusz durch den unverfänglicheren und ebenfalls populären Szózat von Mihály Vörösmarty zu ersetzen.
Von den acht Strophen der Hymne wird nur die erste gesungen. Sie wird traditionell zum Jahreswechsel, nach dem Countdown zum Jahresbeginn, im Ungarischen Fernsehen und im Rundfunk gespielt – die Ungarn singen mit oder warten stehend mit dem Sektglas in der Hand, bis die Hymne bis zum Ende gespielt wird, ehe sie auf das neue Jahr anstoßen.

## Text
Ungarischer Text

Isten, áldd meg a magyart

Jó kedvvel, bőséggel,

Nyújts feléje védő kart,

Ha küzd ellenséggel;

Bal sors akit régen tép,

Hozz rá víg esztendőt,

Megbűnhődte már e nép

A múltat s jövendőt!

Őseinket felhozád

Kárpát szent bércére,

Általad nyert szép hazát

Bendegúznak vére.

S merre zúgnak habjai

Tiszának, Dunának,

Árpád hős magzatjai

Felvirágozának.

Értünk Kunság mezein

Ért kalászt lengettél,

Tokaj szőlővesszein

Nektárt csepegtettél.

Zászlónk gyakran plántálád

Vad török sáncára,

S nyögte Mátyás bús hadát

Bécsnek büszke vára.

Hajh, de bűneink miatt

Gyúlt harag kebledben,

S elsújtád villámidat

Dörgő fellegedben,

Most rabló mongol nyilát

Zúgattad felettünk,

Majd töröktől rabigát

Vállainkra vettünk.

Hányszor zengett ajkain

Ozman vad népének

Vert hadunk csonthalmain

Győzedelmi ének!

Hányszor támadt tenfiad

Szép hazám, kebledre,

S lettél magzatod miatt

Magzatod hamvvedre!

Bújt az üldözött, s felé

Kard nyúlt barlangjában,

Szerte nézett s nem lelé

Honját e hazában,

Bércre hág és völgybe száll,

Bú s kétség mellette,

Vérözön lábainál,

S lángtenger fölette.

Vár állott, most kőhalom,

Kedv s öröm röpkedtek,

Halálhörgés, siralom

Zajlik már helyettek.

S ah, szabadság nem virul

A holtnak véréből,

Kínzó rabság könnye hull

Árvák hő szeméből!

Szánd meg Isten a magyart

Kit vészek hányának,

Nyújts feléje védő kart

Tengerén kínjának.

Bal sors akit régen tép,

Hozz rá víg esztendőt,

Megbűnhődte már e nép

A múltat s jövendőt!
Übertragung ins Deutsche

Herr, segne den Ungarn

Mit Frohsinn und mit Überfluss.

Beschütze ihn mit deiner Hand,

Wenn er sich mit dem Feind schlägt.

Denen die schon lange vom Schicksal nicht verschont,

Bring ihnen eine bessere Zeit.

Denn dies Volk hat schon genug gebüßt

Für Vergangenes und Kommendes.

Du hast unsere Vorfahren

Zu dem heiligen Karpatengipfel gebracht

Durch dich haben wir die schöne Heimat gewonnen

Für Bendegúz’ Söhne und Töchter.

Und dort wo die Wasser rauschen

Der Theiß und der Donau

Dort sprießt und erblüht

Die Saat des Helden Árpád.

Für uns auf den Kunság-Feldern

Wiegt sich das reife Getreide,

Von den Tokajer Hängen

Lässt du Nektar tropfen.

Unsere Fahne hast du oft gepflanzt

Auf die wilden Türken-Schanzen,

Und die stolze Wiener Burg stöhnte

Unter Mátyás zornigen Truppen.

Doch wegen unserer Sünden

Sammelte sich Zorn in deiner Brust

Und deine Blitze trafen uns

Aus deinen donnernden Wolken,

Erst zogen die räuberischen Pfeile

Der Mongolen über uns,

Dann trugen wir das Sklavenjoch

Der Türken auf den Schultern.

Wie oft klang von den Lippen

Der wilden Völker der Osmanen

Über uns Geschlagene, unsere aufgehäuften Knochen

Das Lied des Sieges!

Wie oft haben deine Söhne

Meine schöne Heimat angefallen, in deiner Brust,

Und du wurdest wegen deiner Söhne

Zu deiner Söhne Aschengrab.

Auch gegen den Gehetzten im Versteck führte man

Das Schwert gegen ihn in seiner Heimat,

vergebens blickte er sich um

doch fand er nicht nach Hause in seiner Heimat.

Er stieg über Berge, in die Täler,

Von Kummer und Zweifel umgeben,

Blutlachen unter seinen Füßen

Und Flammenmeere über ihm.

Da wo die Burg stand, ein Steinhaufen,

Freude und Glück fliegen,

Doch Todesklänge und Wehklagen,

Nehmen ihre Stelle ein.

Und weh, Freiheit erblüht nicht

Aus dem Blut der Toten,

Schmerzend fließen die Tränen unter Sklaverei

Aus den Augen der Heimatlosen.

Hab’ Mitleid, Herr, mit dem Ungarn,

Den die Gefahren schütteln,

Beschütze ihn mit deiner Hand,

Im Meer der Qualen.

Denen die schon lange vom Schicksal nicht verschont,

Bring ihnen eine bessere Zeit.

Denn dies Volk hat schon gebüßt

Für Vergangenes und Kommendes.

## Trivia
- Seit 1989 wird in Ungarn jährlich am 22. Januar, dem Entstehungsdatum des Liedtextes, der Tag der Ungarischen Kultur gefeiert.[1]
- Elemente der Melodie finden sich als ein Thema der Musik zu der Operette Der Zigeunerbaron von Johann Strauss Sohn. Leicht heraushören lassen sich z. B. die letzten zwei Takte des Himnusz an mehreren Stellen der Ouvertüre.